# Applied Magnetics
Applied Magnetics (1976) é um documentário de média-metragem,  um filme colectivo da Cinequipa que mostra a luta das operárias da Applied Magnetics, uma empresa norte-americana instalada em Portugal que, perante os acontecimentos da Revolução dos Cravos, encerra as suas actividades.

## Sinopse
Durante quatro meses as operárias da firma Applied Magnetics lutam pelos seus direitos perante as decisões dos responsáveis da empresa, que decidem fechar portas. Assustam-se com o caderno reivindicativo das trabalhadoras e  fogem para os EUA. Deveriam pagar como indemnização cerca de 35.000 contos, mas propõem entregar apenas 5.600, «em sinal de compaixão pelos trabalhadores portugueses».
O que se passa com esta firma é idêntico ao que se passa com outras multinacionais que se aproveitam da mão-de-obra barata que o país lhes oferece. A Applied Magnetics é por fim entregue ao Ministério do Trabalho e a luta dentro da empresa termina, mas outra luta se inicia. As operárias irão correr o país exibindo uma peça colectiva de teatro que ilustra a sua batalha e denuncia as manobras e processos de exploração das multinacionais.

## Festivais
- Mostra de Cinema de Intervenção – Portugal 76 (Estoril)